# Barthélemy Guibal
Dieudonné-Barthélemy Guibal (Nîmes, 10 de fevereiro de 1699 – Lunéville em 5 de maio de 1757) foi um escultor francês.
Com outros artistas, adornou com estátuas os canteiros e lagos dos Bosquets do Palácio de Lunéville. Muitas dessas estátuas estão hoje preservadas no Parque Schwetzingen. Confirmado nas suas funções como "escultor e arquitecto comum do rei" por Stanislas Leszczyński em 4 de maio de 1745, Guibal trabalhou nos estaleiros ducais de Chanteheux, Commercy e Lunéville.